# 维尔纳·利布里希
维尔纳·利布里希（德語：Werner Liebrich，1927年1月18日—1995年3月20日），德国前男子足球运动员，场上位置是后卫。他曾代表西德国家队参加1954年国际足联世界杯，结果队伍获得冠军。